# 海氏克隆甲鯰
海氏克隆甲鯰，為輻鰭魚綱鯰形目甲鯰科的其中一種，為熱帶淡水魚，分布於南美洲巴西東部桑托斯至里約熱內盧間的淡水流域，體長可達15公分，棲息在水質清澈、沙石底質的底層水域，生活習性不明。

## 扩展阅读
維基物種上的相關：海氏克隆甲鯰